# Edgeworthstown
Edgeworthstown (in irlandese: Meathas Troim che significa "confine dell'albero di sambuco") è una cittadina nella contea di Longford, in Irlanda.